# Coronel Xavier Chaves
Coronel Xavier Chaves es un municipio brasileño del estado de Minas Gerais. Su población estimada en 2004 era de 3.286 habitantes. El Municipio tiene a Nuestra Señora de la Concepción como patrona.

## Circunscripción eclesiástica
La parroquia local pertenece a la diócesis de São João del-Rei.

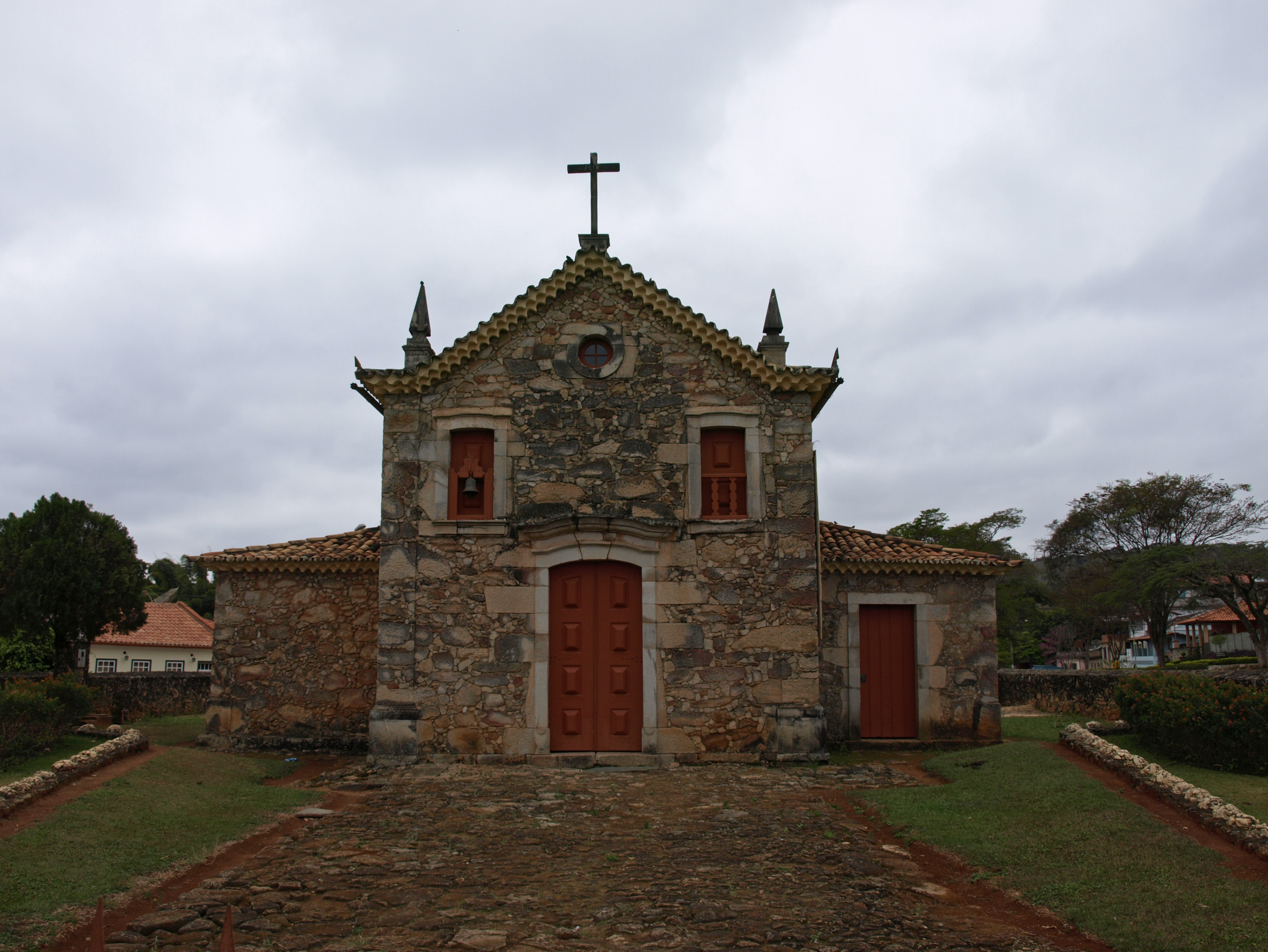
Capilla de Nuestra Señora del Rosario (1717).